# Primer sitio de Tepatitlán
El Sitio de Tepatitlán fue un acontecimiento bélico librado el 13 de enero de 1927 y finalizada el 15 de enero del mismo año entre el Ejército Libertario de los Altos (Grupo Cristero) compuesto por aproximadamente por 700 cristeros comandados por Justo Galindo y las Fuerzas Federales Mexicanas compuestas por 57 hombres en los que se encontraban policías y el 74.º regimiento de Caballería.

## Antecedentes
El 26 de octubre de 1926 el Güero Mónico Velázquez ataca una partida militar en el “Cañón de Troneras” lugar situado entre los municipios de Tepatitlàn y Tototlán. El güero Mónico gran conocedor de la zona viendo que las fuerzas federales se dirigían a un cañón, lugar estratégico para producir una celada apostó 15 hombres a cada lado de la barranca y al frente de ellos dejó 45 hombres, mandando 5 elementos para llamarles la atención y fueran perseguidos para agarrarlos a dos fuegos, de los 80 hombres del pelotón solo sobrevivió 1. El 8 de diciembre de 1926 se descubrió un complot en la ciudad de Tepatitlán en el que Fernando Elizalde tenía en su casa municiones y así como nombramientos que iban a ser entregados a personas que estaban comprometidas en el complot, ese mismo día, al ser descubiertos pretendieron tomar la plaza, la cual fue defendida por Quirino Navarro. A los siguientes días era avisado el presidente Municipal Mayor Quirino Navarro, que el Güero Mónico, Justo Galindo, Sixto Báez, Dionisio Hernández, Ángel Carmona, Serapio de la Mora y otros que componían una partida de 170 hombres pretendían tomar la ciudad, lo que ocasionó que el presidente buscara la forma más adecuada para defender la plaza a como diera lugar mientras recibía ayuda o auxilio de Guadalajara.

## Batalla
El día 13, 14, 15 de enero de 1927 Justo Galindo y su gente arremete contra las fuerzas de Tepatitlán pero son repelidos por Quirino Navarro sin lograr tomar la ciudad y al final se retiran dejando varios prisioneros (8) que habían participado en los combates quienes fueron fusilados en las afueras de la ciudad.